# Апелляционный суд Сконе и Блекинге
Апелляционный суд Сконе и Блекинге (швед. Hovrätten över Skåne och Blekinge) является одним из шести апелляционных судов в Швеции, находится в городе Мальмё.
В юрисдикцию апелляционного суда включены районные суды городов Мальмё, Лунд, Хельсингборг, Хеслехольм, Кристианстад, Истад и районный суд провинции Блекинге.

## Герб суда
Герб был утвержден в 2005 году. Голова грифа и дуб были взяты с гербов провинций Сконе и Блекинге соответственно, а весы означают правосудие.

## История
Апелляционный Суд округа Сконе и Блекинге был открыт 4 июля 1821 года наследным принцем Оскаром I и располагался в Кристианстаде. Первоначально, до создания собственного апелляционного суда, районы округов Сконе и Блекинге находились под юрисдикцией Апелляционного суда Гёталанда. Апелляционный суд изначально размещался в замке Кристианстада, а в 1842 году переехал в Большой Королевский дом на Большой площади. В 1917 году суд изменил место своего пребывания и переехал в замок города Мальмё. В 2009 году было построено новое здание суда.
- Новое здание апелляционного суда в Мальмё.
- Большой Королевский дом в Кристианстаде.
- Старое здание апелляционного суда в Мальмё.

## Структура и юрисдикция
Апелляционный суд состоит из трёх отделов и администрации. Главой суда является его президент. Каждый отдел состоит из 9-10 членов (председатель суда, начальник отдела, 6-7 судей и двух временных членов комиссии) и 4 юристов-стажеров. Каждый отдел имеет канцелярию с 6 сотрудниками, один из которых офис-менеджер. Администрация, во главе с президентом, состоит из канцелярии, регистратуры, IT и связи. В суде работает около 90 сотрудников.
Основной функцией Апелляционный суда Сконе и Блекинге является рассмотрение жалоб на приговоры и решения районных судов, попадающих под юрисдикцию Апелляционного суда (Сконе и Блекинге). Таких судов насчитывается семь:
- Районный суд Мальме (Мальмё)
- Районный суд Лунда (Лунд и Ландскруна)
- Районный суд Хельсингборга (Хельсингборг)
- Районный суд Хесельхольма (Хеслехольм)
- Районный суд Кристианстада (Кристианстад)
- Районный суд Истада (Истад)
- Районный суд Блекинге (Блекинге)